# Pilatus P-1
Die Pilatus P-1 war ein  einmotoriges Flugzeug des Flugzeugherstellers Pilatus Aircraft, das jedoch nie über das Entwurfsstadium hinaus kam.

## Geschichte
Es existieren ausser einer Korrespondenz vom 15. September 1941 keine Unterlagen über das Flugzeug. Dabei handelt es sich um einen Brief des technischen Direktors des Armeeflugparks an einen Offizier des Stabs der Flieger Flab Truppen mit zwei Skizzen. Er nahm darin Bezug auf einen Besuch bei Pilatus und übermittelte die «wenigen vorhandenen Akten» über ein in Aussicht stehendes Trainingsflugzeug. Zu den zwei Zeichnungen datierend vom 2. und 7. September 1940 gehörte eine kurze Beschreibung.
Ein Beleg für die Bezeichnung «P-1» existiert nicht; der Autor der Firmenschrift zum 50-jährigen Bestehen, Roland Eichenberger, wählte diese Bezeichnung für das namenlose Flugzeug in seinem Kurztext in der Festschrift im Wissen um inexistente Unterlagen und mit dem expliziten Hinweis auf die fehlende Bezeichnung auf den zwei Zeichnungen.
Der konstruktive Aufbau des Flugzeugs weise laut Eichenberger die Handschrift von Ing. Henri Fierz auf, und eine Ähnlichkeit zur nachfolgenden Pilatus P-2 sei «unverkennbar».

## Aufbau
Einsitziges militärisches Trainingsflugzeug. Rumpf aus geschweisstem Stahlrohr, vorn mit demontierbaren Blechen, hinten stoffbespannt. Flügel: Holzkonstruktion mit durchgehendem Holm, mit Sperrholz beplankt.

## Bewaffnung
Das Flugzeug sollte über ein im Rumpf fest eingebautes Maschinengewehr (Kaliber unbekannt) – mit Schussbahn durch den Propellerkreis verfügen.

## Technische Daten
| Kenngröße                       | Daten                                                            |
| ------------------------------- | ---------------------------------------------------------------- |
| Besatzung                       | 1                                                                |
| Länge                           | 6,90 m                                                           |
| Spannweite                      | 9,20 m                                                           |
| Höhe                            | 2,10 m                                                           |
| Flügelfläche                    | 12,70 m²                                                         |
| Flügelstreckung                 | 6,7                                                              |
| Leermasse                       | 850 kg                                                           |
| Startmasse                      | 1150 kg                                                          |
| Marschgeschwindigkeit           |                                                                  |
| Höchstgeschwindigkeit auf 600 m | 325 km/h                                                         |
| Steiggeschwindigkeit auf 600 m  | 6,5 m/s                                                          |
| Dienstgipfelhöhe                | 6000 m                                                           |
| Reichweite                      |                                                                  |
| Triebwerke                      | ein luftgekühlter Reihenmotor Argus As 10E2, 240 PS (ca. 180 kW) |